# مسجد سلطان شاه
مسجد سلطان شاه، أنشأه المقر السيفي الأمير سلطان شاه بن قرا، أمير الطبلخاناه في دولة السلطان شعبان بن حسين بن محمد بن قلاوون سنة (767هـ/1374م). ظل المسجد قائماً إلى أن هدمه ووسعه الملك الأشرف قايتباي بعد سنة 880ه/1475م بإشراف الأمير تغرى بردى القادري. يتكون المسجد من صحن مكشوف به أربعة إيوانات محمولة على عمد حجرية مثمنة نقشت أضلاعها بنقوش مورقة وهندسة مختلفة، وقد اشتمل الإيوان الشرقي على رواقين، أما الإيوانات فكل منها من رواق واحد.